# 姚景行
姚景行（?—?），原名景禧，兴中府（今辽宁省朝阳市）人，辽国（契丹）政治人物。辽道宗时北府宰相。
后周将领姚汉英之孙，辽穆宗时姚汉英奉使契丹时用敌国礼，被强留。没为宫分人，隶籍兴中县。姚景行贵后始出宫籍。姚景行博学多闻，以敦厚廉直为时所称。辽兴宗重熙五年（1036年），擢进士乙科，进为将作监。为燕赵国王耶律洪基（道宗）教授，后为翰林学士。重熙十九年（1050年），任南院枢密副使。辽道宗即位，多被顾问。清宁元年（1055年），为参知政事，进为北府宰相。清宁九年（1063年），告假归。途中听说耶律重元作乱，收集行旅得三百余骑与南府宰相领兵勤王，到达后，乱已平。咸雍元年（1065年），为武定军节度使。咸雍二年（1066年），召为南院枢密使。咸雍七年（1071年），知兴中府事。后改朔方军节度使，历任中书令。大康初年，镇守辽兴。以上京多滞狱，命为留守，几个月后，积案处理完毕，以至狱空。姚景行力主与宋朝和好，反对辽道宗侵宋。致仕。在官任上去世，谥文宪。

## 延伸阅读
[在维基数据编辑]
 《遼史/卷96》，出自脱脱《遼史》